# Park Narodowy Tapantí
Park Narodowy Tapantí – park narodowy w środkowej części Kostaryki, 35 km na południowy wschód od stolicy Kostaryki San José, w prowincji Cartago. Został utworzony 1 lutego 1972 roku. Zajmuje powierzchnię około 582 km², co czyni go jednym z największych parków narodowych Kostaryki. Park chroni lasy północnej części pasma górskiego Cordillera de Talamanca i jest położony na północ od Parku Narodowego Chirripó, przez park przepływa rzeka Orosi. 14 stycznia 2000 park został powiększony o obszar Macizo de la Muerte.

## Klimat
Obszar parku jest jednym z najbardziej deszczowych terenów Kostaryki, suma rocznych opadów waha się tu od 6350 do 7620 mm, z czego najwięcej od maja do października. Średnia roczna temperatura wynosi około 20 °C. Z uwagi na duże ilości opadów w rejonie Tapantí, jest on przecinany przez blisko 150 rzek, strumyków i potoków.

## Flora i fauna
Z roślin porastających park można wyróżnić dęby, magnolie, storczyki (z czego trzy nowe gatunki Lepanthes graciosa, Lepanthes machogaffensis i Lepanthes pelvis zostały odkryte w 2009), bambusy, arekowce, olsze oraz różnego rodzaju mchy, grzyby i paprocie.
Lasy deszczowe parku są domem dla 45 gatunków ssaków w tym: tapir, Cuniculidae, mazama ruda, szop, ostronos białonosy, królik florydzki, kinkażu, kapucynka czarnobiała, leniwiec trójpalczasty, agutiowate, ocelot, jaguarundi.

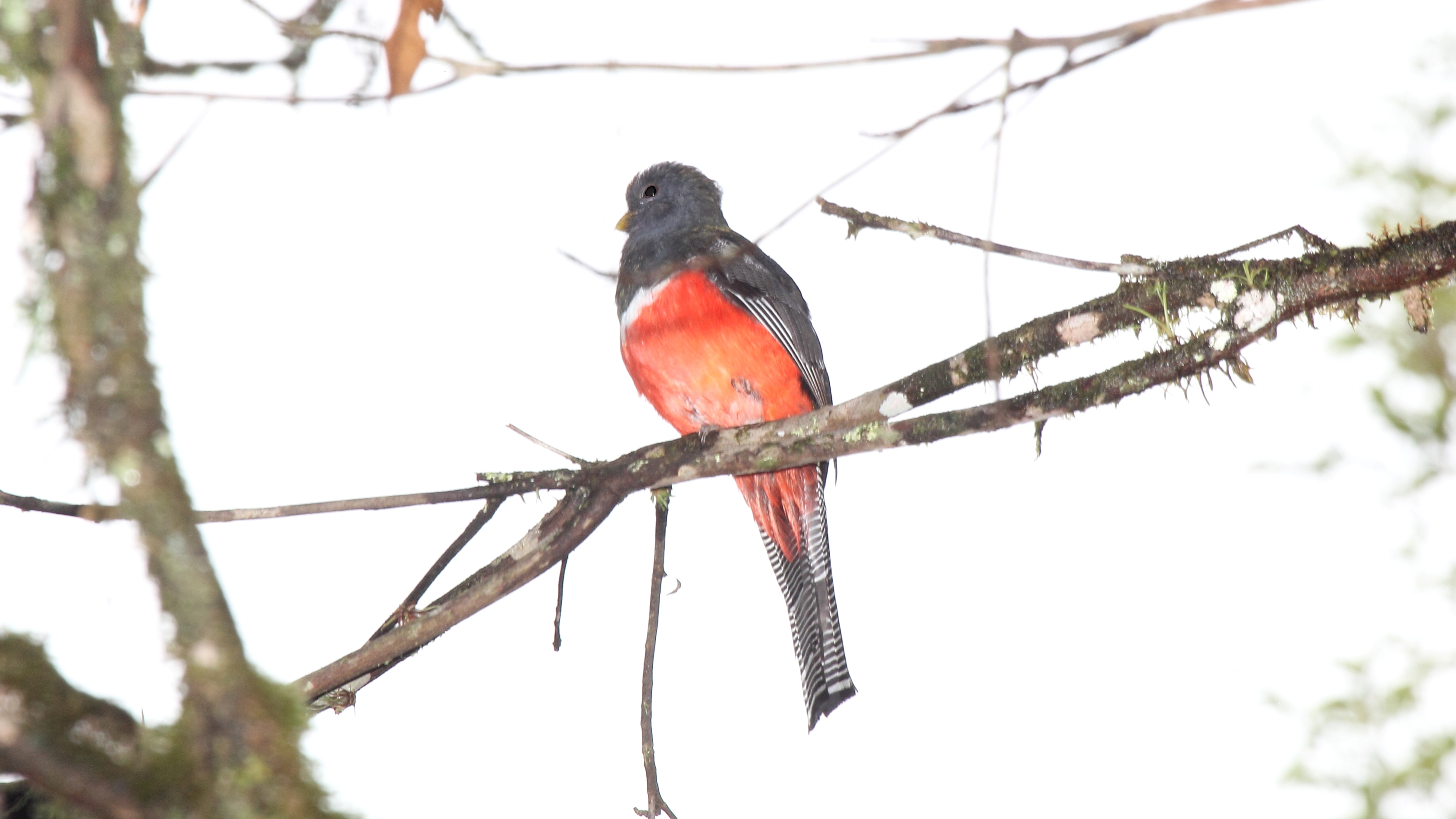
Trogon obrożny z Tapantí

Można tam znaleźć 260 gatunków ptaków takich jak: kwezal herbowy, zieleniec żółtopierśny, koronówka paskogłowa, brodacz czerwonogłowy oraz tukany, gołębie, jastrzębie, kolibry, sokoły, papugi, dzięcioły i Psarocolius.
Oprócz tego park zamieszkuje 20 gatunków gadów (w tym: bazyliszki, jaszczurki) oraz 28 gatunków płazów (w tym: ropuchy, żaby i salamandry).
Park jest również domem dla wielu rodzajów owadów w tym dla motyla o największej rozpiętości skrzydeł Thysania agrippina.